# Communauté de communes du Pays des Abbayes
La communauté de communes du Pays des Abbayes est une ancienne communauté de communes française, située dans le département des Vosges en région Grand Est.
Elle tire son nom de sa situation dans le Pays des Abbayes (notamment les abbayes Saint-Pierre de Senones, Saint-Pierre d'Étival et de Moyenmoutier).

## Histoire
Elle est née le 1er janvier 2014 de la fusion des trois communautés de communes du Pays de Senones, du Ban d'Étival et de la Vallée du Hure,.
Elle fusionne avec cinq autres communautés de communes (Communauté de communes de la Vallée de la Plaine, Communauté de communes des Hauts Champs, Communauté de communes Fave, Meurthe, Galilée, Communauté de communes de Saint-Dié-des-Vosges et Communauté de communes du Val de Neuné) pour former la communauté d'agglomération de Saint-Dié-des-Vosges au 1er janvier 2017.

## Composition
Elle était composée de 20 communes :
| Nom                   | Code Insee | Gentilé             | Superficie (km2) | Population (dernière pop. légale) | Densité (hab./km2) |
| --------------------- | ---------- | ------------------- | ---------------- | --------------------------------- | ------------------ |
| Senones (siège)       | 88451      | Senonais            | 18,73            | 2 482 (2014)                      | 133                |
| Ban-de-Sapt           | 88033      | Saptésiens          | 22,66            | 348 (2014)                        | 15                 |
| Belval                | 88053      |                     | 6,84             | 152 (2014)                        | 22                 |
| Châtas                | 88093      |                     | 5,55             | 54 (2014)                         | 9,7                |
| Denipaire             | 88128      | Denipairiens        | 7,02             | 250 (2014)                        | 36                 |
| Étival-Clairefontaine | 88165      | Stivaliens          | 27,12            | 2 605 (2014)                      | 96                 |
| Grandrupt             | 88215      |                     | 6,34             | 72 (2014)                         | 11                 |
| Hurbache              | 88245      | Hurbachois          | 9,93             | 307 (2014)                        | 31                 |
| Ménil-de-Senones      | 88300      |                     | 7,22             | 144 (2014)                        | 20                 |
| Le Mont               | 88306      | Montois             | 4,01             | 52 (2014)                         | 13                 |
| Moussey               | 88317      | Mousséens           | 29,20            | 643 (2014)                        | 22                 |
| Moyenmoutier          | 88319      | Médianimonastériens | 34,21            | 3 274 (2014)                      | 96                 |
| La Petite-Raon        | 88346      | Petit-Raonnais      | 9,09             | 785 (2014)                        | 86                 |
| Le Puid               | 88362      | Piédestains         | 5,41             | 98 (2014)                         | 18                 |
| Saint-Jean-d'Ormont   | 88419      | Ormontais           | 5,29             | 129 (2014)                        | 24                 |
| Saint-Remy            | 88435      | Saint-Rémois        | 12,25            | 518 (2014)                        | 42                 |
| Saint-Stail           | 88436      | Stéphanois          | 6,21             | 68 (2014)                         | 11                 |
| Le Saulcy             | 88444      | Salcyniens          | 9,83             | 327 (2014)                        | 33                 |
| Le Vermont            | 88501      | Vermontois          | 4,41             | 70 (2014)                         | 16                 |
| Vieux-Moulin          | 88506      |                     | 3,89             | 343 (2014)                        | 88                 |

## Administration
| Période      | Période       | Identité          | Étiquette | Qualité                                                                              |
| ------------ | ------------- | ----------------- | --------- | ------------------------------------------------------------------------------------ |
| janvier 2014 | décembre 2016 | Jean Luc Bévérina | PS        | Maire de Senones (depuis 2008) Conseiller général du canton de Senones (depuis 2001) |